# César Navas
César González Navas (Móstoles, 14 de fevereiro de 1980) é um futebolista espanhol que atua como zagueiro. Atualmente, joga pelo Rubin Kazan.